# جينيفر كريتندن
جينيفر كريتندن (بالإنجليزية: Jennifer Crittenden)‏ هي كاتبة سيناريو أمريكية، ولدت في 29 أغسطس 1969 في لاغونا بيتش في الولايات المتحدة.

## وصلات خارجية
- جينيفر كريتندن على موقع IMDb (الإنجليزية)
- جينيفر كريتندن على موقع قاعدة بيانات الفيلم (الإنجليزية)